# Centralna Biblioteka Narodowa w Rzymie
Centralna Biblioteka Narodowa w Rzymie (Bibliotecha Nazionale Centrale di Roma Vittorio Emmanuele II) – jedna z włoskich bibliotek narodowych, których zadaniem jest zachowanie włoskiego dziedzictwa narodowego.

## Historia
Ponieważ zjednoczenie Włoch nastąpiło dopiero w 1861 roku aż 10 bibliotek pełni funkcję bibliotek narodowych. Są to: Biblioteca Nazionale Centrale di Roma, Biblioteca Nazionale Centrale di Firenze, Biblioteca Nazionale Sagarigga Visconti di Bari, Biblioteca Nazionale di Coscenza, Biblioteca Nazionale di Potenza, Biblioteca Nazionale Braidese di Milano, Biblioteca Nazionale Vittorio Emmanuele di Napoli, Biblioteca Nazionale Marziana di Venezia, Biblioteca Nazionale di Macerata, Biblioteca Nazionale Universitaria di Torino. Dwie z nich: Centralna Biblioteka Narodowa w Rzymie i Centralna Biblioteka Narodowa we Florencji pełnią funkcję bibliotek centralnych i ich zadaniem jest gromadzenia zbiorów ogólnokrajowych, mają one prawo do egzemplarza obowiązkowego oraz są zobowiązane do tworzenia i publikowania bibliografii narodowej.
Biblioteka została otwarta 14 marca 1876 roku w Palazzo del Collegio Romano, gdzie mieściła się biblioteka zakonu jezuitów, a jej zbiory stały się zaczątkiem zbiorów. 31 stycznia 1975  biblioteka przeniosła się do budynku zaprojektowanego przez architektów Massimo Castellazzi, Tullio Dell'Anese i Annibale Vitellozzi. Nowoczesny budynek ma 50 000 m².

## Zadania
Biblioteka Centralna w Rzymie jako centrum informacji bibliograficznej wydawała następujące publikacje bibliograficzne:
- Bolletino delle opere moderne straniere. Biuletyn opisujący gromadzone przez bibliotekę zagraniczne wydawnictwa tematycznie związane z Włochami. Wydawany w formie papierowej w latach 1886–2010. Od 2010 roku tylko w formie cyfrowej[3].
- Indice Generale degli Inkunaboli. Wydawany był w latach 1943–1981 i zawierał informacje o inkunabułach zgromadzonych we włoskich bibliotekach[4].
- Od 1989 roku Biblioteca Nazionale Centrale di Roma stanowi również narodowe centrum badań manuskryptów i gromadzi u siebie mikrofilmy ze wszystkimi manuskryptami,  bibliotek z terenu Włoch.

## Zbiory
Zgodnie z obowiązującą od 1939 roku ustawą Norme per la consegna di esemplari degli stampati e delle publicazioni sposoby przekazywania egzemplarzy obowiązkowych były dość skomplikowane. Drukarze z 5 bezpłatnych egzemplarzy cztery przekazywali do prefektury, a ta przesyłała je do Biblioteki Narodowej w Rzymie, Biblioteki Narodowej we Florencji, biblioteki mieszczącej się w stolicy danej  prowincji, która była wyznaczana przez Ministerstwo Kultury oraz do biura premiera. Piąty egzemplarz  otrzymywało Ministerstwo Sprawiedliwości. Dlatego w 2004 roku weszła w życie nowa ustawa Norme relative al deposito legale dei documenti di interesse culturali destinati all’uso pubblico. Zgodnie z nią wydawcy przekazują od 4 do 5 bezpłatnych egzemplarzy. Dwa trafiają do bibliotek centralnych, a pozostałe trafiają do regionalnych. Ustawą zostały również objęte czasopisma, mapy, atlasy, druki muzyczne, druki ulotne, płyty i inne.
W 2016 roku zbiory biblioteki liczyły: 7 milionów książek, 8 000 rękopisów, 2000 inkunabułów, 20 000 map, 10 000 rysunków i grafik, 50 000 czasopism i 34 000 rozpraw doktorskich. 